# Most přes S'-tu-che
Most přes řeku S’-tu-che (čínsky pchin-jinem Sìdùhé tè tàqiáo, znaky 四渡河特大桥) je nejvyšším mostem na světě. Je součástí dálnice G50 z Šanghaje do Čchung-čchingu a vede přes řeku S’-tu-che (přítok řeky Čching Ťiang) v provincii Chu-pej. Visutý most je 1222 metrů dlouhý a 24 metrů široký, rozpětí hlavního pole činí 900 m. Maximální výška mostovky nad dnem údolí činí 496 metrů (podle čínských údajů dokonce až 550 metrů). Stavba mostu stála 720 milionů jüanů, otevřen byl 15. listopadu 2009.